# Cyclura rileyi nuchalis
Cyclura rileyi nuchalis Barbour & Noble, 1916), nota anche come iguana di Acklins o di Watling, è una sottospecie minacciata di lucertola del genere Cyclura ed è una delle tre forme sottospecifiche di Cyclura rileyi della famiglia degli Iguanidi.

## Tassonomia
L'iguana di Acklins è una sottospecie dell'iguana di San Salvador, riconosciuta come tale dal 1975. La specie è considerata in pericolo di estinzione dall'attuale lista rossa della IUCN.
Il suo nome generico (Cyclura) deriva dal greco antico cyclos (κύκλος) che significa «circolare» e ourá (οὐρά) che significa «coda», in riferimento agli spessi anelli della coda caratteristici di tutte le iguane Cyclura. L'appellativo specifico, rileyi, è una forma latinizzata del nome del biologo americano Joseph Harvey Riley. L'appellativo sottospecifico, nuchalis, deriva dal termine latino che significa «collo» in latino e si riferisce allo spesso strato di squame attorno al collo dell'animale.

## Descrizione
L'iguana di Acklins ricorda moltissimo l'iguana di San Salvador nel colore e nell'aspetto. La colorazione del dorso varia dal rosso, arancio o giallo al verde, marrone o grigio, generalmente con delle macchie più scure. I colori molto vivaci (rosso, arancio o giallo) sono in regola generale appannaggio dei maschi e sono più pronunciati quando la temperatura corporea è elevata. Le iguane immature non presentano questi colori vivaci, ma sono di colore marrone o grigio uniforme con deboli strisce leggermente più scure. Ciò che differenzia quest'iguana dalle altre due sottospecie è la disposizione delle squame sul collo e sulla testa.
Questa sottospecie, come gli altri membri di Cyclura, presenta un dimorfismo sessuale ben marcato; i maschi sono più grandi delle femmine e hanno una cresta dorsale più prominente e pori femorali più grandi sulle cosce, che sono utilizzati per rilasciare feromoni.

## Distribuzione e habitat
L'iguana di Acklins è endemica di tre piccoli cays delle Bahamas e viene considerata dall'attuale lista rossa della IUCN come una specie in pericolo.
Popolazioni selvatiche di iguana di Acklins sono presenti solamente a Fish Cay e a North Cay, nella baia di Acklins, alle Bahamas. In passato essa abitava anche a Long (o Fortune) Cay. Un'altra popolazione, originatasi a partire da cinque esemplari introdotti dall'uomo, si è stabilita su un piccolo cay vicino all'inizio degli anni '70.
Queste due popolazioni, in totale, sono costituite da 12.500-18.800 esemplari. Una popolazione trasferita nell'Exumas Land and Sea Park contiene 300 esemplari e sembra essere stabile.

## Biologia

### Alimentazione
Come tutte le specie di Cyclura, l'iguana di Acklins è prevalentemente erbivora, e il 95% della sua dieta è costituito da foglie, fiori e frutti di 7 differenti specie di piante, tra cui Rachicallis americana e Opuntia stricta. Questa dieta viene molto raramente integrata con sostanze di origine animale, ma un esemplare selvatico è stato visto divorare dei topi.

### Riproduzione
L'accoppiamento ha luogo tra maggio e giugno, a seconda del periodo in cui ha termine la stagione secca, ed entro 40 giorni vengono deposte dalle 2 alle 5 uova in base alle dimensioni e all'età della femmina. Su vari cays alcune femmine sono state viste migrare verso le aree costiere allo scopo di costruire i loro nidi nella sabbia, e alcune rimangono di guardia al sito di nidificazione per un breve periodo di tempo. I nuovi nati emergono dai nidi tra agosto e i primi di settembre.

## Conservazione
Diversamente da ogni altra specie di Cyclura, l'iguana di Acklins è del tutto al sicuro dalla minaccia costituita dai predatori randagi. I cays in cui abita sono remoti e gli abitanti del luogo lasciano gli animali indisturbati. I predatori naturali, vale a dire falchi pescatori, aironi, gheppi e gabbiani, hanno un impatto davvero esiguo sulle popolazioni.
I cays di Acklins offrono inoltre cibo e vegetazione in abbondanza rispetto a quelli su cui abitano altre iguane, e questo deve essere considerato uno dei fattori del successo della sottospecie. In futuro, tuttavia, l'innalzamento del livello del mare potrebbe minacciare la sopravvivenza di questi animali, in quanto sui cays non vi sono rilievi di alcun tipo e un innalzamento del livello del mare di un metro nel corso dei prossimi 100 anni porterebbe alla distruzione del 50% dell'habitat della sottospecie.